# 1948 en sport automobile
Chronologie du Sport automobile
1947 en sport automobile - 1948 en sport automobile - 1949 en sport automobile

## Les faits marquants de l'année1948enSport automobile
- Grand Prix de Monaco, Grande-Bretagne, Suisse, France et Italie. Outre ces cinq courses nationales, 23 autres Grand Prix ont lieu dont 5 en France.

## Par mois

### Mars
- 29 mars : Grand Prix de Pau.

### Mai
- 2 mai : Grand Prix automobile des Nations.
- 16 mai : Grand Prix automobile de Monaco.
- 31 mai : 500 miles d'Indianapolis

### Juin
- 4 juin : Grand Prix automobile de Suisse.
- 18 juin :
  - Grand Prix automobile de France.
  - Grand Prix automobile de Grande-Bretagne.

### Juillet
- 4 juillet : parti en tête, Maurice Trintignant est victime d'un terrible accident au Grand Prix de Suisse alors qu'il était 4e au 4e tour. Déclaré cliniquement mort, il revient à la vie après une semaine de coma.

### Août
- 29 août : Grand Prix automobile d'Albi.

### Septembre
- 5 septembre : Grand Prix automobile d'Italie.

### Octobre
- 17 octobre : Grand Prix automobile de Monza.
- 31 octobre : Grand Prix automobile de Penya-Rhin.

## Naissances
- 11 janvier : Herbert Stenger, pilote automobile allemand. ( † 21 avril 2014).
- 13 février : Jim Crawford, pilote automobile américain qui participa à 2 grand prix de Formule 1 en 1975 et participa à plusieurs reprises aux 500 miles d'Indianapolis.
- 30 mars : Edmund « Eddie » Jordan, fondateur et ancien propriétaire de Jordan Grand Prix, écurie de Formule 1 présente sur les circuits de 1991 à 2005.
- 4 mai : Hurley Haywood, pilote automobile américain.
- 27 mai : Frédéric Dor, pilote de rallye et sur circuit français.
- 4 juillet : René Arnoux, pilote automobile français de Formule 1, comptant 7 victoires en 162 Grands Prix de 1978 à 1989.
- 14 juillet : Mattias Ekström, pilote automobile suédois.
- 12 septembre : Jean-Louis Schlesser, pilote automobile français.
- 22 octobre : Jean-Pierre Lartigue, pilote automobile (rallye) français.
- 24 octobre : Giulio Regosa, pilote automobile de courses de côte et sur circuits italien.
- 3 novembre : Helmuth Koinigg, pilote automobile autrichien. ( † 6 octobre 1974).
- 20 novembre : 
  - Gunnar Nilsson, pilote automobile suédois,  ( † 20 octobre 1978).
  - Kenjiro Shinozuka, pilote automobile (rallye) japonais.
- 6 décembre : Keke Rosberg, pilote automobile finlandais, champion du monde de Formule 1, en 1982.
- 9 décembre : Jean Krucker, pilote automobile suisse.

## Décès
- 16 mai : Jacques Édouard Ledure, aviateur et pilote automobile belge. (° 26 mars 1893).
- 3 juin : Felice Bianchi Anderloni, pilote automobile et chef d'entreprise italien, (° 28 avril 1882).
- 4 juillet : Christian Kautz, pilote automobile Suisse. (° 23 novembre 1913).
- 31 décembre : Malcolm Campbell, pilote automobile britannique. (° 11 mars 1885).